# Выползов переулок
Вы́ползов переу́лок — небольшая улица в центре Москвы в Мещанском районе Центрального административного округа от улицы Дурова. В переулке находится Московская соборная мечеть, построенная в 2015 году, взамен старой, построенной в 1904 году и снесённой в 2011.

## История
Название известно с 1703 года в формах Выползова улица, Выползовка, Выползов переулок, однако точных сведений о происхождении его нет; по форме это притяжательное прилагательное, видимо, закрепившееся по фамилии одного из домовладельцев или названию былого поселения. Во всяком случае, деревня Выползово показана на «Плане местности между реками Химкой и Лихоборкой по Тверской дороге» XVII века. Название, как предполагают исследователи аналогичных топонимов в других городах, может указывать на сравнительно протяжённое тупиковое ответвление улицы. Переулок также указывался в 1793 году как Полозовский, что может быть связано с фамилией домовладельца середины XVIII века копииста герольдмейстерской конторы Григория Андреевича Полозова. Версия о происхождении названия «Выползов» от фамилии несостоятельна, так как это наименование появляется раньше.

## Расположение
Переулок начинается от улицы Дурова и проходит на север до спортивного комплекса «Олимпийский».

## Учреждения и организации
- Дом 7 — Московская соборная мечеть; Фонд возрождения ритуальных традиций; Духовное управление мусульман европейской части России;
- Дом 7А — издательство «Культура Паблишинг».